# Avenida de las Camelias
«Avenida de las Camelias» es una marcha militar de infantería argentina compuesta en 1915 por el capitán de banda Pedro Maranesi, director de banda de la Quinta División del Ejército Argentino. Es totalmente instrumental y suele ser tocada con bombos y trompetas. Por su ritmo vigoroso se ha convertido en una de las principales marchas de las Fuerzas Armadas argentinas y es interpretada en actos, desfiles y ceremonias por las mismas.
Es usualmente vinculada con la dictadura que golpeó al país durante el periodo de 1976 a 1983 ya que, en la noche del 23 al 24 de marzo de 1976, fue la música de fondo mientras se anunciaba la consumación del derrocamiento de la presidenta constitucional Isabel Martínez de Perón.

## Origen
En el año 1915, en el lugar denominado Paso del Durazno ubicado en Rosario de la Frontera, la 5.ª División del Ejército se encontraba realizando maniobras militares cuando tuvieron la necesidad de abrir una calle, a la cual denominaron «Avenida de las Camelias», probablemente por la flor del género Camellia. Este hecho inspiró al líder de la banda sinfónica de esa división, Pedro Maranesi, a componer una marcha sobre el parche de un bombo. Como homenaje, le puso el nombre de la calle recientemente creada.

## Historia
La marcha se hizo rápidamente popular, siendo entonada desde entonces en numerosos desfiles y actividades internas de la fuerza. Su popularidad la llevó a ser entonada por las bandas musicales de los ejércitos de diversos países entre ellos Alemania y Polonia. Junto a la marcha «San Lorenzo» es una de las marchas militares más populares del país.